# آنخل برنسیو
آنخل برنسیو (اسپانیایی: Ángel Bernuncio‎؛ زادهٔ ۱۵ ژوئن ۱۹۶۵) بازیکن فوتبال اهل آرژانتین است.

## باشگاهی
از باشگاه‌هایی که در آن بازی کرده‌است می‌توان به باشگاه ورزشی سن لورنسو آلماگرو، باشگاه ورزشی بارسلونا و باشگاه فوتبال لانوس اشاره کرد.